# Tom Pistone

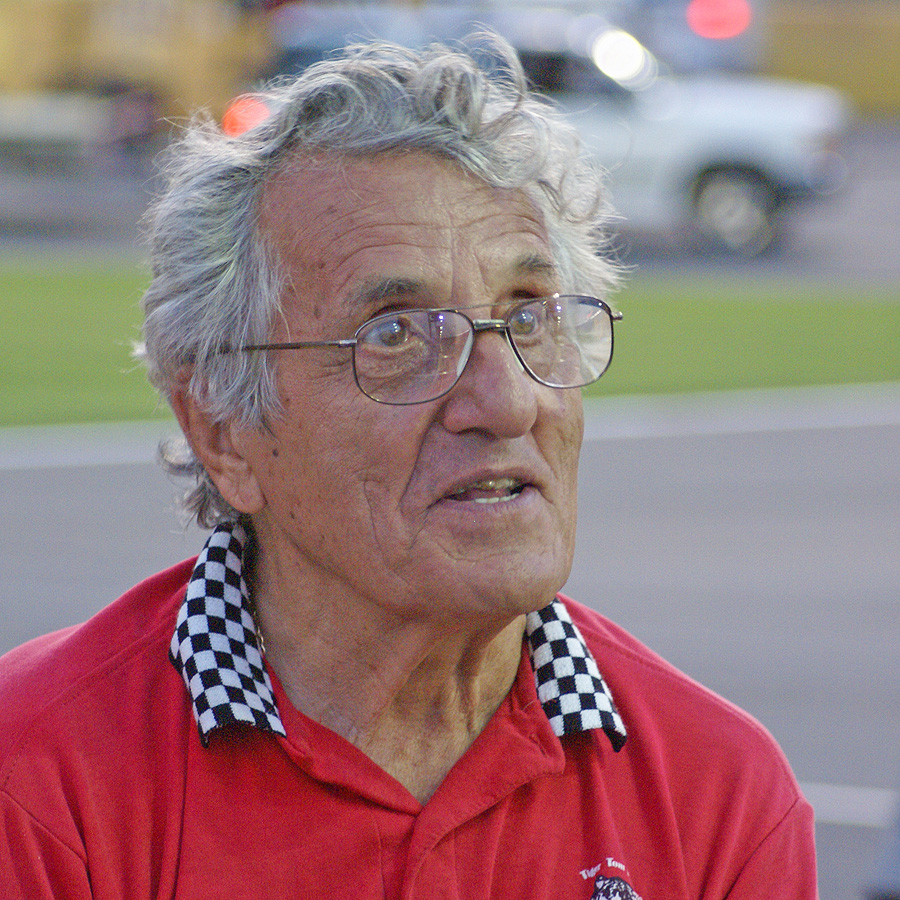
Pistone in 2009

"Tiger" Tom Pistone (Chicago, Illinois, 17 maart 1929) is een Amerikaans autocoureur. In 1958 schreef hij zich in voor de Indianapolis 500, maar verscheen niet aan de start van de race. Deze race was ook onderdeel van het Formule 1-kampioenschap. Hij reed tussen 1955 en 1968 ook 130 NASCAR-races, waarbij hij in 1959 twee overwinningen behaalde. Dat jaar eindigde hij als zesde in het kampioenschap.